# Герцогги
Герцогги (африк. Hertzoggie, Hertzogkoekie) или печенье Герцога (англ. Hertzog Cookie) — южноафриканское печенье или пирожное в виде тарталетки, заполненной абрикосовым джемом и покрытой безе с кокосовой стружкой.
Герцогги — популярный десерт в Южной Африке, где его часто едят, запивая чашечкой английского чая. В капско-малайской общине десерт готовят и едят во время праздника Ураза-байрам. Также обычно пекут дома на продажу вместе с другим популярным в Южной Африкой кондитерским изделием из жареного теста наподобие пончиков — куксистер (Koeksister).

## История
Тарталетка названа в честь южноафриканского политика начала XX века, премьер-министра (1924—1939) и генерала англо-бурской войны Дж. Б. М. Герцога. Считается, что герцогги были его любимым печеньем. Сторонники Герцога готовили пирожные и угощали ими знакомых, чтобы продемонстрировать свою политическую поддержку.
История о происхождении десерта также гласит, что он был изобретен малайской общиной, чтобы продемонстрировать свою поддержку Герцогу после того, как он пообещал предоставить женщинам право голоса и равные права «цветному» сообществу в 1920-х годах. После того, как политик выполни своё первое обещание дать женщинам право голоса в 1930 году, но не выполнил второе, община начала печь печенье с коричнево-розовой глазурью под названием «twee gevreetjie» (африкаанс: «лицемер»), показывая свое недовольство им.
Другой возможный источник происхождения десерта — это традиция, появившаяся после Второй англо-бурской войны, когда кондитерские изделия назывались в честь национальных героев.

## Рецепт
Основа — корзиночка из теста, наполненная абрикосовым джемом. Её покрывают безе с кокосовой стружкой и запекают.

## Печенье Яна Смэтса
Герцогги вдохновили сторонников политического соперника Герцога и его современника Яна Смэтса испечь собственную версию под названием «Печенье Яна Смэтса». Это кондитерское изделие также стало популярным в 1920-х и 1930-х годах. У печенья Яна Смэтса взбитое сливочное масло с сахаром вместо начинки из безе, как у герцоггов.